# Autovía A-41
Die Autovía A-41 oder Autovía Ciudad Real–Puertollano ist eine Autobahn in Spanien. Die Autobahn beginnt in Ciudad Real und endet in Puertollano. 

## Streckenverlauf

### Abschnitte
| Position | Kurzbezeichnung des Abschnitts | Abschnitt                                   | km    | Eröffnung  |
| -------- | ------------------------------ | ------------------------------------------- | ----- | ---------- |
| 1        | CM-42                          | Burguillos de Toledo- Mora                  | 27    | 2005       |
| 2        | CM-42                          | Mora-Consuegra                              | 25,4  | 2005       |
| 3        |                                | Consuegra-Urda                              | 11    | in Planung |
| 4        |                                | Urda-Kreuzung CM-4167 mit N-401             | 11,9  | in Planung |
| 5        |                                | Kreuzung CM-4167 mit N-401-Ciudad Real      | 45    | in Planung |
| 6        | A-41 A-43                      | Puertollano-Argamasilla de Calatrava (nord) | 9,05  | 2008       |
| 7        | A-41 A-43                      | Argamasilla de Calatrava (nord)-Poblete     | 16,55 | 2006       |
| 8        | A-41 A-43                      | Poblete (süd)-Miguelturra                   | 9,98  | 2006       |

### Streckenführung
| Position | km         | Hacia Puertollano                                                                               | Hacia Ciudad Real                                                                               | Bemerkung  |
| -------- | ---------- | ----------------------------------------------------------------------------------------------- | ----------------------------------------------------------------------------------------------- | ---------- |
| 1        |            | von N-420/N-430                                                                                 | weiter als N-420/N-430                                                                          |            |
| 2        |            |                                                                                                 | N-401 Toledo Ciudad Real (nord)                                                                 | Abzweigung |
| 3        | Abzweigung | A-43 Daimiel Madrid Albacete                                                                    |                                                                                                 |            |
| 4        | Abzweigung | Ciudad Real Miguelturra                                                                         |                                                                                                 |            |
| 5        | 162        |                                                                                                 | Ciudad Real Miguelturra                                                                         |            |
| 6        | 164        | Ciudad Real CM-4111 Aldea del Rey CM-412 Almagro Valdepeñas A-4                                 |                                                                                                 |            |
| 7        | 167        | Ciudad Real (süd) Poblete (nord) N-430 Badajoz                                                  | Ciudad Real (süd) Poblete (nord) N-401 Toledo N-430 Badajoz                                     |            |
| 8        | 172        | Poblete (süd) N-420 calzada de servicio                                                         | Poblete (süd) N-420 calzada de servicio                                                         |            |
| 9        | 178        | CM-9420 Flughafen                                                                               | CM-9420 Flughafen                                                                               |            |
| 10       | 180        | CR-5135 Corral de Calatrava Cañada de Calatrava N-420 Caracuel de Calatrava calzada de servicio | CR-5135 Corral de Calatrava Cañada de Calatrava N-420 Caracuel de Calatrava calzada de servicio |            |
| 11       | 189        | N-420 calzada de servicio Caracuel de Calatrava                                                 | N-420 calzada de servicio Caracuel de Calatrava                                                 |            |
| 12       | 194        | Argamasilla de Calatrava Complejo petroquímico                                                  | Argamasilla de Calatrava Complejo petroquímico                                                  |            |
| 13       | 196        | PT-10 Puertollano N-420 Córdoba                                                                 |                                                                                                 |            |
| 14       |            | Ende der Autovía                                                                                | Anschluss der PT-10                                                                             |            |

## Größere Städte an der Autobahn
- Ciudad Real
- Puertollano